# 永安乡 (集贤县)
永安乡，是中华人民共和国黑龙江省双鸭山市集贤县下辖的一个乡镇级行政单位。

## 行政区划
永安乡下辖以下地区：
德利村、宏伟村、兴富村、兴源村、永林村、永兴村、永吉村、向阳村、五七村、青春村、长发村、兴华村、永革村、永合村、永升村、幸福村、勤俭村、永明村、双跃村、曙光村、北星村、富强村、向荣村、富民村、联明村、北安村、洪胜村和新合村。